# 小行星12606
小行星12606（12606 Apuleius）是一颗绕太阳运转的小行星，为主小行星带小行星。该小行星于1960年9月19日发现。

## 轨道参数
小行星12606的轨道半长轴为368 488 048 km，2.4631554 UA，离心率为0.263。